# Équipe de France masculine de handball aux Jeux olympiques d'été de 2020

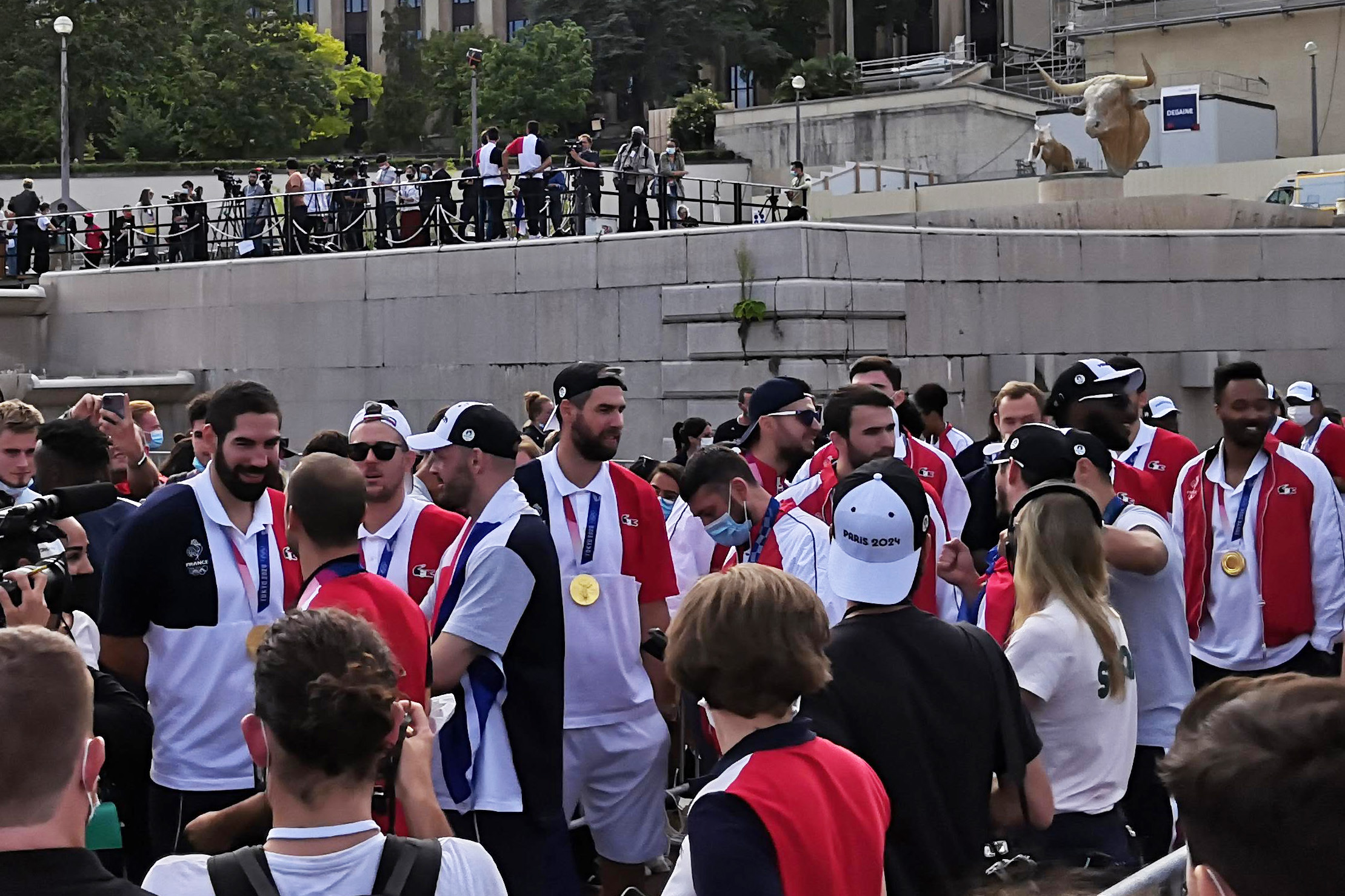
Les handballeurs lors du Retour des medaillés au Trocadéro.

Cet article relate le parcours de l'Équipe de France masculine de handball lors des Jeux olympiques de 2020 organisés à Tokyo au Japon du 24 juillet au 7 août 2021, la compétition ayant été remportée d'un an à caude de la pandémie de Covid-19. Il s'agit de la 8e participation de la France aux Jeux olympiques.
Après le fiasco de l'Euro 2020, il s'agit de la deuxième compétition pour l'équipe de France sous l'ère de Guillaume Gille après la quatrième place obtenue lors du Championnat du monde 2021.
Vainqueur de l'Argentine, du Brésil puis de l'Allemagne, les Bleus s'imposent avec la manière (36-31) face à l'Espagne lors de leur quatrième match, ce qui leur assure de terminer à la première place du groupe. Après une défaite sans conséquence face à la Norvège lors du dernier match de poule, la France hérite d'un adversaire relativement facile en quarts de finale, Bahreïn, et se qualifie sans trembler pour les demi-finales de la compétition (42-28).
Après un début de match très compliqué face à l'Égypte (1-5 à la 8e minute), la France rattrape son retard en dix minutes (8-7 à la 18e minute). Si les deux équipes sont à égalité 18-18 à la 42e minute, les Bleus réalisent un 3-0 et maîtrisent leur fin de match pour s'imposer 27-23 et se qualifier pour leur quatrième finale olympique consécutive.
En finale, les Français retrouvent les Danois pour une revanche de Rio 2016, à la différence que ce sont cette fois les Nordiques, champions olympiques et double champions du monde en titre, qui font figure de favoris. Autour de la mi-temps, les Bleus passent un 7-2 pour mener 16-10 à la 33e minute et maintiennent l'écart à l'entame du dernier quart-d'heure (21-16 à la 44e minute). Mais le Danemark enchaîne un 5-1 pour revenir à un but dans le money-time. À 15 secondes de la fin du match, les Danois sont en attaque pour tenter d'arracher la prolongation, mais ils perdent la balle et un dernier but de Fabregas scelle la victoire française, 25-23.

## Présentation

### Qualification
Seuls les Champions du monde 2019 (la Danemark) et d'Europe 2020 (l'Espagne) étant directement qualifiés, la France doit passer par un tournoi de qualification olympique (TQO). Initialement prévus du 16 au 19 avril 2020, soit seulement 3 mois après l'Euro 2020 raté, la pandémie de Covid-19 conduit l'IHF à reporter ces tournois mondiaux  du 12 au 14 mars 2021.

## Résultats

### Tour préliminaire
La France joue dans le groupe A :
|   | Équipe    | Pts | J | G | N | P | Bp  | Bc  | Diff | Dép |
| - | --------- | --- | - | - | - | - | --- | --- | ---- | --- |
| 1 | France    | 8   | 5 | 4 | 0 | 1 | 162 | 148 | 14   | +5  |
| 2 | Espagne   | 8   | 5 | 4 | 0 | 1 | 155 | 142 | 13   | -5  |
| 3 | Allemagne | 6   | 5 | 3 | 0 | 2 | 146 | 131 | 15   | +5  |
| 4 | Norvège   | 6   | 5 | 3 | 0 | 2 | 136 | 132 | 4    | -5  |
| 5 | Brésil    | 2   | 5 | 1 | 0 | 4 | 128 | 145 | -17  | /   |
| 6 | Argentine | 0   | 5 | 0 | 0 | 5 | 125 | 154 | -29  | /   |

| 24 juillet 2021 11h00 | France       | 33 – 27   | Argentine    | Gymnase olympique de Yoyogi, Tokyo Affluence : 0 Arbitrage : Belkhiri, Hamidi |
| 24 juillet 2021 11h00 | Richardson 7 | (12 - 10) | D. Simonet 8 | Gymnase olympique de Yoyogi, Tokyo Affluence : 0 Arbitrage : Belkhiri, Hamidi |
| 24 juillet 2021 11h00 | ×1 ×5        | Rapport   | ×1 ×4        | Gymnase olympique de Yoyogi, Tokyo Affluence : 0 Arbitrage : Belkhiri, Hamidi |

| 26 juillet 2021 9h00 | Brésil   | 29 - 34   | France          | Gymnase olympique de Yoyogi, Tokyo Affluence : 0 Arbitrage : Kurtagic, Wetterwik |
| 26 juillet 2021 9h00 | Dutra 10 | (13 - 16) | trois joueurs 4 | Gymnase olympique de Yoyogi, Tokyo Affluence : 0 Arbitrage : Kurtagic, Wetterwik |
| 26 juillet 2021 9h00 | ×1 ×3 ×1 | Rapport   | ×2              | Gymnase olympique de Yoyogi, Tokyo Affluence : 0 Arbitrage : Kurtagic, Wetterwik |

| 28 juillet 2021 21h30 | France | 30 – 29 | Allemagne   | Gymnase olympique de Yoyogi, Tokyo Affluence : 0 Arbitrage : Nachevski, Nikolov |
| 28 juillet 2021 21h30 | Mem 6  | (16-13) | Kastening 7 | Gymnase olympique de Yoyogi, Tokyo Affluence : 0 Arbitrage : Nachevski, Nikolov |
| 28 juillet 2021 21h30 | ×1 ×0  | Rapport | ×1          | Gymnase olympique de Yoyogi, Tokyo Affluence : 0 Arbitrage : Nachevski, Nikolov |

| 30 juillet 2021 14h15 | France   | 36 – 31 | Espagne             | Gymnase olympique de Yoyogi, Tokyo Affluence : 0 Arbitrage : Horáček, Novotný |
| 30 juillet 2021 14h15 | Remili 9 | (18-12) | Dujshebaev, Gómez 5 | Gymnase olympique de Yoyogi, Tokyo Affluence : 0 Arbitrage : Horáček, Novotný |
| 30 juillet 2021 14h15 | ×2 ×3    | Rapport | ×1 ×2               | Gymnase olympique de Yoyogi, Tokyo Affluence : 0 Arbitrage : Horáček, Novotný |

| 1er août 2021 16h15 | Norvège   | 32 – 29 | France                 | Gymnase olympique de Yoyogi, Tokyo Affluence : 0 Arbitrage : Nachevski, Nikolov |
| 1er août 2021 16h15 | Sagosen 7 | (15-15) | Descat, N. Karabatic 5 | Gymnase olympique de Yoyogi, Tokyo Affluence : 0 Arbitrage : Nachevski, Nikolov |
| 1er août 2021 16h15 | ×1        | Rapport | ×1 ×3                  | Gymnase olympique de Yoyogi, Tokyo Affluence : 0 Arbitrage : Nachevski, Nikolov |

### Quart de finale
| 3 août 2021 9h30 | France | 42 – 28 | Bahreïn     | Gymnase olympique de Yoyogi, Tokyo Affluence : 0 Arbitrage : Lah, Sok |
| 3 août 2021 9h30 | Mahé 9 | (21-14) | Al-Sayyad 5 | Gymnase olympique de Yoyogi, Tokyo Affluence : 0 Arbitrage : Lah, Sok |
| 3 août 2021 9h30 | ×3     | Rapport | ×2 ×5       | Gymnase olympique de Yoyogi, Tokyo Affluence : 0 Arbitrage : Lah, Sok |

### Demi-finale
| 5 août 2021 17h00 (UTC+09:00) | France        | 27 – 23 | Égypte           | Gymnase olympique de Yoyogi, Tokyo Affluence : 0 Arbitrage : Raluy, Sabroso |
| 5 août 2021 17h00 (UTC+09:00) | Mem, Descat 5 | (13-13) | Omar, El-Ahmar 5 | Gymnase olympique de Yoyogi, Tokyo Affluence : 0 Arbitrage : Raluy, Sabroso |
| 5 août 2021 17h00 (UTC+09:00) | ×3            | Rapport | ×1               | Gymnase olympique de Yoyogi, Tokyo Affluence : 0 Arbitrage : Raluy, Sabroso |

### Finale
| 7 août 2021 21h00 (UTC+09:00) | France   | 25 – 23 | Danemark    | Gymnase olympique de Yoyogi, Tokyo Affluence : 0 Arbitrage : Nikolov, Nachevski |
| 7 août 2021 21h00 (UTC+09:00) | Remili 5 | (14-10) | M. Hansen 9 | Gymnase olympique de Yoyogi, Tokyo Affluence : 0 Arbitrage : Nikolov, Nachevski |
| 7 août 2021 21h00 (UTC+09:00) | ×4       | Rapport | ×1          | Gymnase olympique de Yoyogi, Tokyo Affluence : 0 Arbitrage : Nikolov, Nachevski |

## Statistiques et récompenses

### Récompenses
Quatre joueurs français figurent dans l'équipe-type de la compétition :
- Meilleur gardien de but : Vincent Gérard,
- Meilleur ailier gauche : Hugo Descat,
- Meilleur demi-centre : Nedim Remili,
- Meilleur pivot : Ludovic Fabregas.

### Buteurs
Avec 32 buts marqués, Hugo Descat et Nedim Remili terminent 9e meilleurs buteurs de la compétition.
Les statistiques détaillées des joueurs français sont :
| Rang  | Joueur             | Tot.      | %      | Ch.       | 7m      | MJ | Carton jaune | Suspension | Carton rouge | rapport | Temps de jeu    |
| ----- | ------------------ | --------- | ------ | --------- | ------- | -- | ------------ | ---------- | ------------ | ------- | --------------- |
| 1     | Hugo Descat        | 32 / 37   | 86,5 % | 17 / 21   | 15 / 16 | 7  | -            | -          | -            | -       | 3 h 35 min 20 s |
| 1     | Nedim Remili       | 32 / 52   | 61,5 % | 32 / 52   | -       | 8  | -            | 1          | -            | -       | 4 h 0 min 28 s  |
| 3     | Dika Mem           | 29 / 51   | 58,0 % | 29 / 51   | -       | 8  | 1            | 2          | -            | -       | 5 h 18 min 17 s |
| 4     | Nikola Karabatic   | 22 / 34   | 64,7 % | 22 / 34   | -       | 8  | -            | 3          | -            | -       | 5 h 2 min 21 s  |
| 5     | Ludovic Fabregas   | 19 / 26   | 73,1 % | 19 / 26   | -       | 8  | 1            | 3          | -            | -       | 5 h 33 min 34 s |
| 5     | Nicolas Tournat    | 19 / 28   | 67,9 % | 19 / 28   | -       | 7  | -            | 3          | -            | -       | 2 h 23 min 28 s |
| 5     | Kentin Mahé        | 19 / 28   | 67,9 % | 15 / 24   | 4 / 4   | 8  | -            | 2          | -            | -       | 2 h 10 min 30 s |
| 8     | Luc Abalo          | 18 / 26   | 69,2 % | 18 / 26   | -       | 8  | -            | 2          | -            | -       | 4 h 14 min 58 s |
| 9     | Valentin Porte     | 17 / 18   | 94,4 % | 17 / 18   | -       | 8  | -            | 1          | -            | -       | 3 h 29 min 44 s |
| 10    | Michaël Guigou     | 16 / 21   | 76,2 % | 11 / 12   | 5 / 9   | 7  | -            | -          | -            | -       | 3 h 27 min 38 s |
| 11    | Luka Karabatic     | 11 / 13   | 84,6 % | 11 / 13   | -       | 8  | 3            | 3          | -            | -       | 4 h 30 min 24 s |
| 11    | Melvyn Richardson  | 11 / 14   | 78,6 % | 11 / 14   | -       | 3  | -            | -          | -            | -       | 1 h 22 min 59 s |
| 13    | Timothey N'Guessan | 8 / 17    | 47,1 % | 8 / 17    | -       | 5  | 1            | 3          | -            | -       | 2 h 0 min 20 s  |
| 14    | Romain Lagarde     | 2 / 2     | 100 %  | 2 / 2     | -       | 3  | -            | -          | -            | -       | 1 h 1 min 31 s  |
| 15    | Vincent Gérard     | 1 / 2     | 50 %   | 1 / 2     | -       | 8  | -            | -          | -            | -       | 6 h 5 min 53 s  |
| 16    | Yann Genty         | 0 / 0     | - %    | -         | -       | 8  | -            | -          | -            | -       | 1 h 42 min 35 s |
| Total | Total              | 256 / 369 | 69 %   | 232 / 340 | 24 / 29 | 8  | 8*           | 23         | 0            | 0       | 8 h 0 min 0 s   |

* dont deux pour le banc de touche.

### Gardiens de but
Avec 31,4 % d'arrêts, Vincent Gérard est le 4e meilleur gardien de la compétition.
Les statistiques détaillées des gardiens français sont : 
| Rang  | Nom            | %      | Arrêts | Tirs | MJ | Temps de jeu    |
| ----- | -------------- | ------ | ------ | ---- | -- | --------------- |
| 1     | Vincent Gérard | 31,4 % | 74     | 236  | 8  | 6 h 5 min 53 s  |
| 2     | Yann Genty     | 26 %   | 20     | 76   | 8  | 1 h 42 min 35 s |
| Total | Total          | 30 %   | 94     | 318  | 8  | 7 h 48 min 28 s |